# 벅털로란트하저구

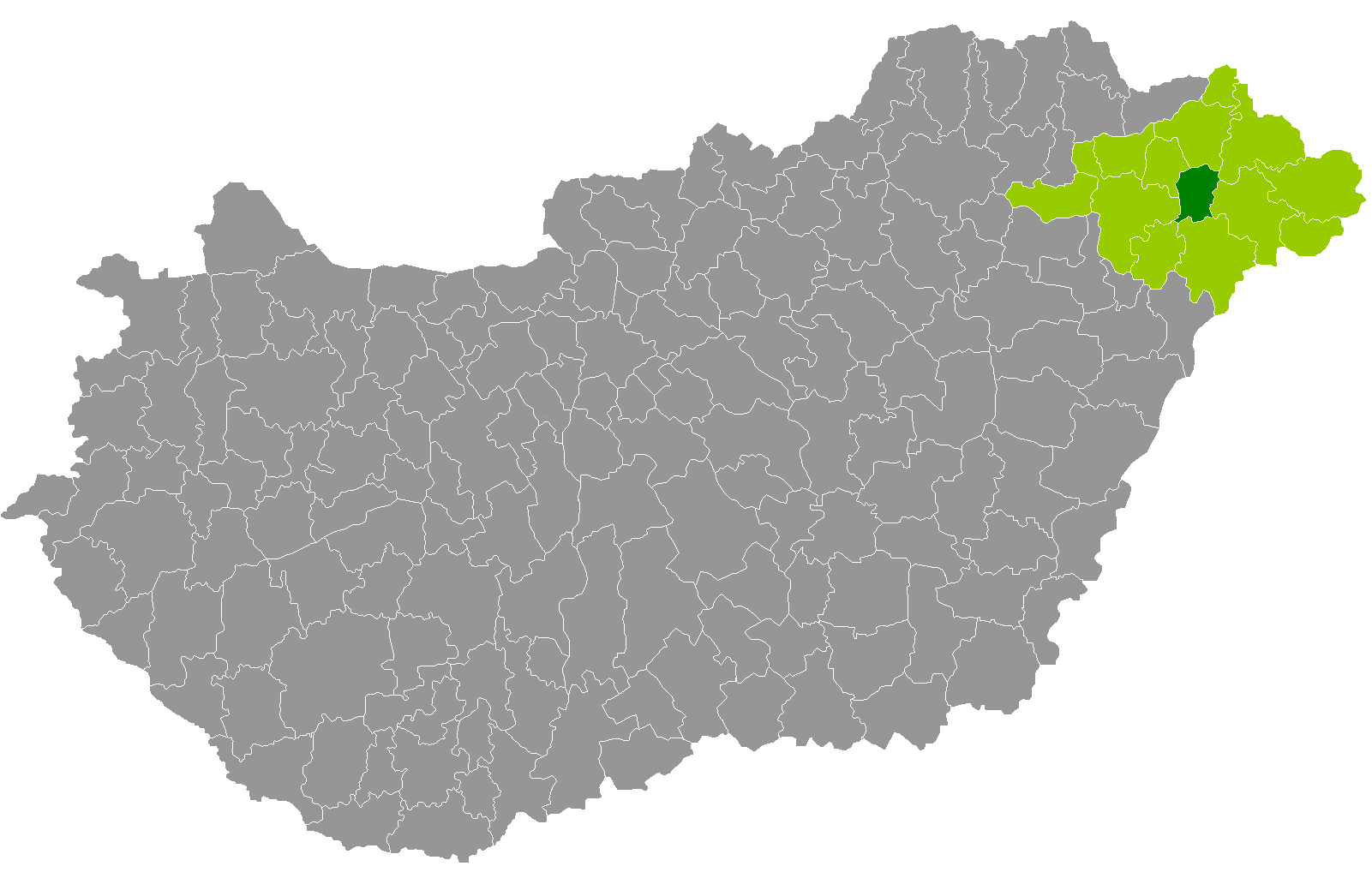
서볼치서트마르베레그주 지도에 표시된 벅털로란트하저구의 위치

벅털로란트하저구(헝가리어: Baktalórántházai járás)는 헝가리 서볼치서트마르베레그주에 위치한 구로 구청 소재지는 벅털로란트하저이며 면적은 254.47km2, 인구는 19,123명(2011년 기준), 인구 밀도는 75명/km2이다.
북쪽으로는 키슈바르더구, 동쪽으로는 바샤로슈너메니구, 마테설커구, 남쪽으로는 니르바토르구, 너지칼로구, 서쪽으로는 니레지하저구, 케메체구와 접한다. 12개 지방 자치체(1개 시, 11개 마을)를 관할한다.

구 문장